# Holoxanthina
Holoxanthina là một chi bướm đêm thuộc họ Erebidae.